# قرص هولوغرافي
القرص المتنوع الهولوغرافي (بالإنجليزية: Holographic Versatile Disc)‏ أو HVD اختصارًا هو تقنية من تقنيات وسائط التخزين الضوئية (البصرية) طورت بين إبريل 2004 وأواسط 2008 ويمكنها أن تخزن تقريبا نفس كمية المعلومات التي يمكن تخزينها على ما يقارب 20 قرص من أقراص الأشعة الزرقاء Blue ray. وهي تعتمد على تقنية تعرف باسم «الهولوغرافيا المتوازية Colliner Holography» حيث يوازَى شعاع ليزر أحمر مع شعاع ليزر أخضر لكونا شعاعا واحدا.